# Dale (Indiana)
Dale è un comune degli Stati Uniti d'America, situato nello Stato dell'Indiana, nella contea di Spencer.
La città deve il suo nome al politico Robert Dale Owen.